# Endbinde

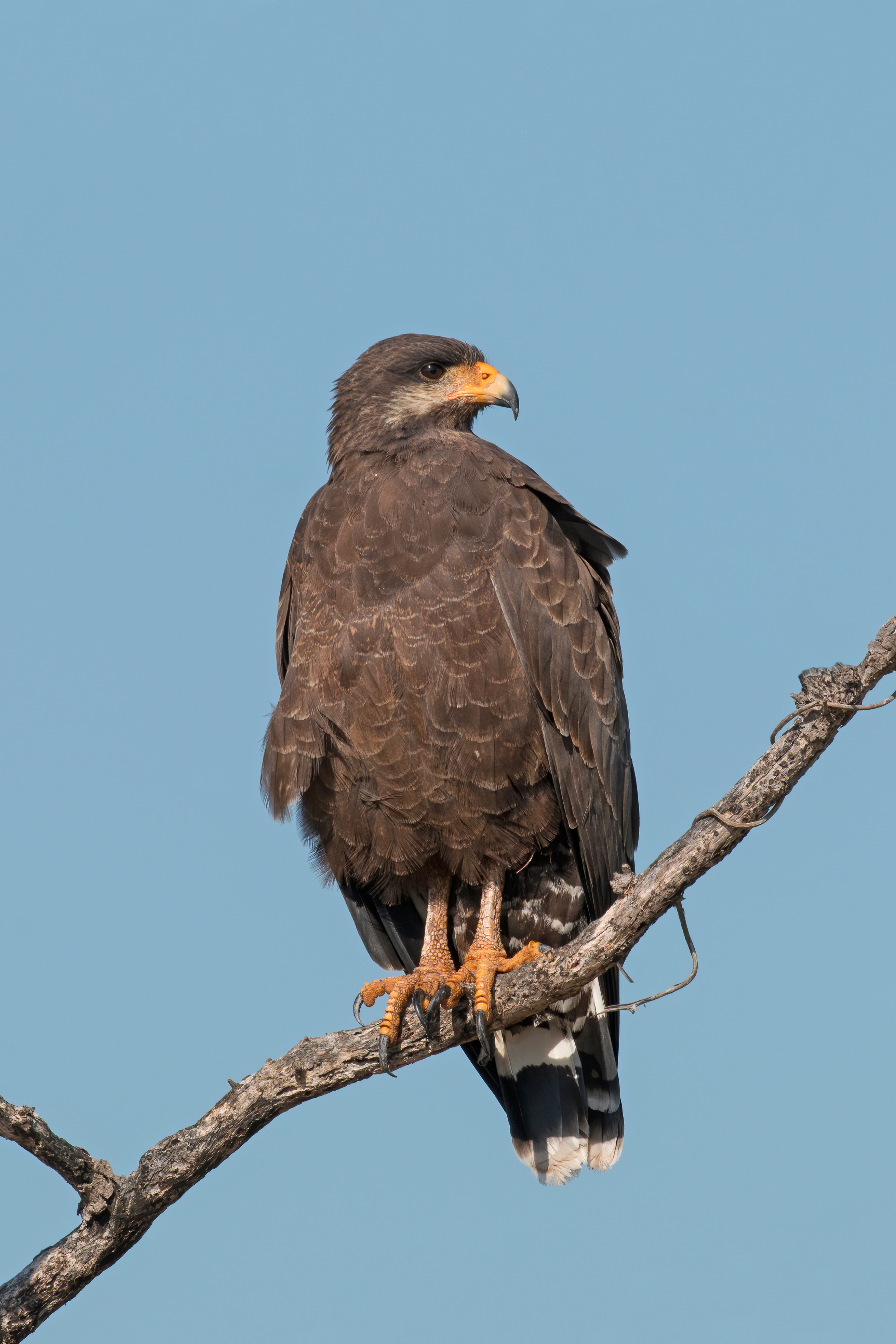
Kubanischer schwarzer Falke Buteogallus gundlachii mit heller Terminalbinde

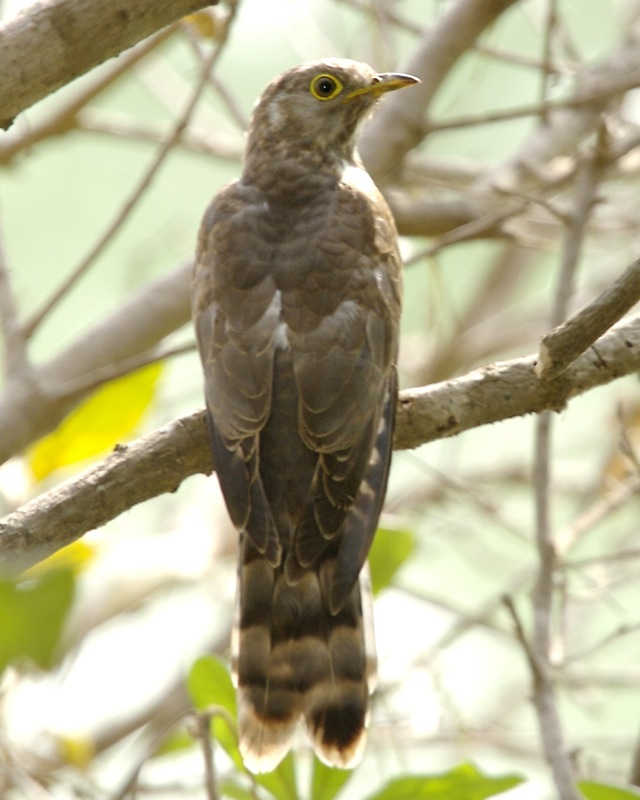
Der asiatische große Kuckuck Hierococcyx sparverioides mit Endbinde und Subterminalbinden

Als Endbinde, Terminalbinde oder Terminalband bezeichnet man beim Schwanz von Vögeln ein abschließendes, farblich deutlich abgesetztes, meist dunkleres Band. Typische Beispiele für Endbinden findet man bei juvenilen Steinadlern und Raufußbussarden.
Ein farbliches Band vor der Endbinde wird als Subterminalbinde bezeichnet.
Auch dunkel abgesetzte Ränder auf Flügeln werden als Endbinden bezeichnet.